# Paolo De Rinaldis
Paolo De Rinaldis (La Spezia, 30 dicembre 1959) è un allenatore di hockey su pista ed ex hockeista su pista italiano, allenatore dell'Hockey Sarzana .
È il padre dell'hockeista Francesco De Rinaldis.

## Palmarès

### Allenatore
- Coppa Italia: 1

Amatori Lodi: 2015-2016